# Hamburg-Barmbek-Süd
Barmbek-Süd is een stadsdeel van Hamburg-Nord, een district van de Duitse stad Hamburg en heeft ongeveer 35.000 inwoners (2017). Tot 1951 vormde het samen met Barmbek-Nord en Dulsberg nog één stadsdeel : Barmbek.

## Geografie
Barmbek-Süd behoort tot het volledig bebouwde gebed dat nog als de binnenstad wordt beschouwd. De bevolkingsdichtheid ( circa 10700 inwoners/km² ) is zeer hoog.
Barmbek-Süd grenst in het noorden aan de stadsdelen Barmbek-Nord en Winterhude beide met als grens het Osterbekkanaal; in het oosten aan Dulsberg met als grens de spoorlijn; in het zuiden aan Eilbek met als grens het Eilbekkanaal, en in het westen aan Uhlenhorst met als grens de B5.

## Geschiedenis
De naam van het dorp is afgeleid van de Barnebeke, de beek die nu Osterbek heet.
Het werd voor het eerst veremld in 1271. In 1355 werd het door de graven van Holstein verkocht aan het Heilige-Geesthospitaal. Pas in 1830 kwam het bij Hamburg.
Begin 19e eeuw begon men landbouwgrond te verkopen als bouwgrond voor woningen en bedrijfjes.
Tegen het einde van de 19e eeuw was het een arbeidersvoorstad geworden, met het centrum noordelijk van het metrostation Mundsburg. 
Bij de bombardementen van juli 1943 werd het centrum zwaar beschadigd.

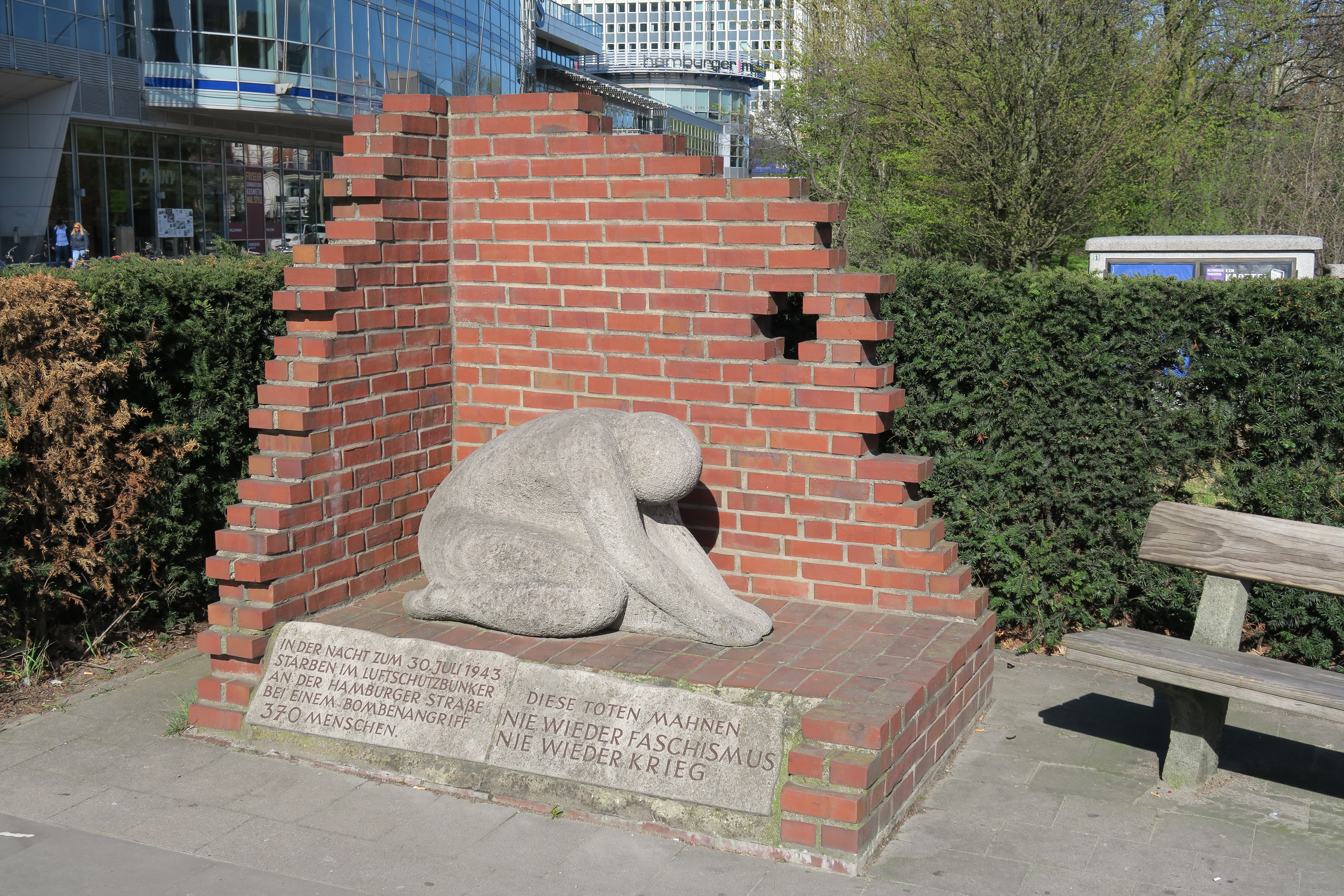
Herdenkingsmonument voor de slachtoffers van de bombardementen van 1943, meer specifiek de 370 slachtoffers in de Karstadt-bunker

## Gebouwen

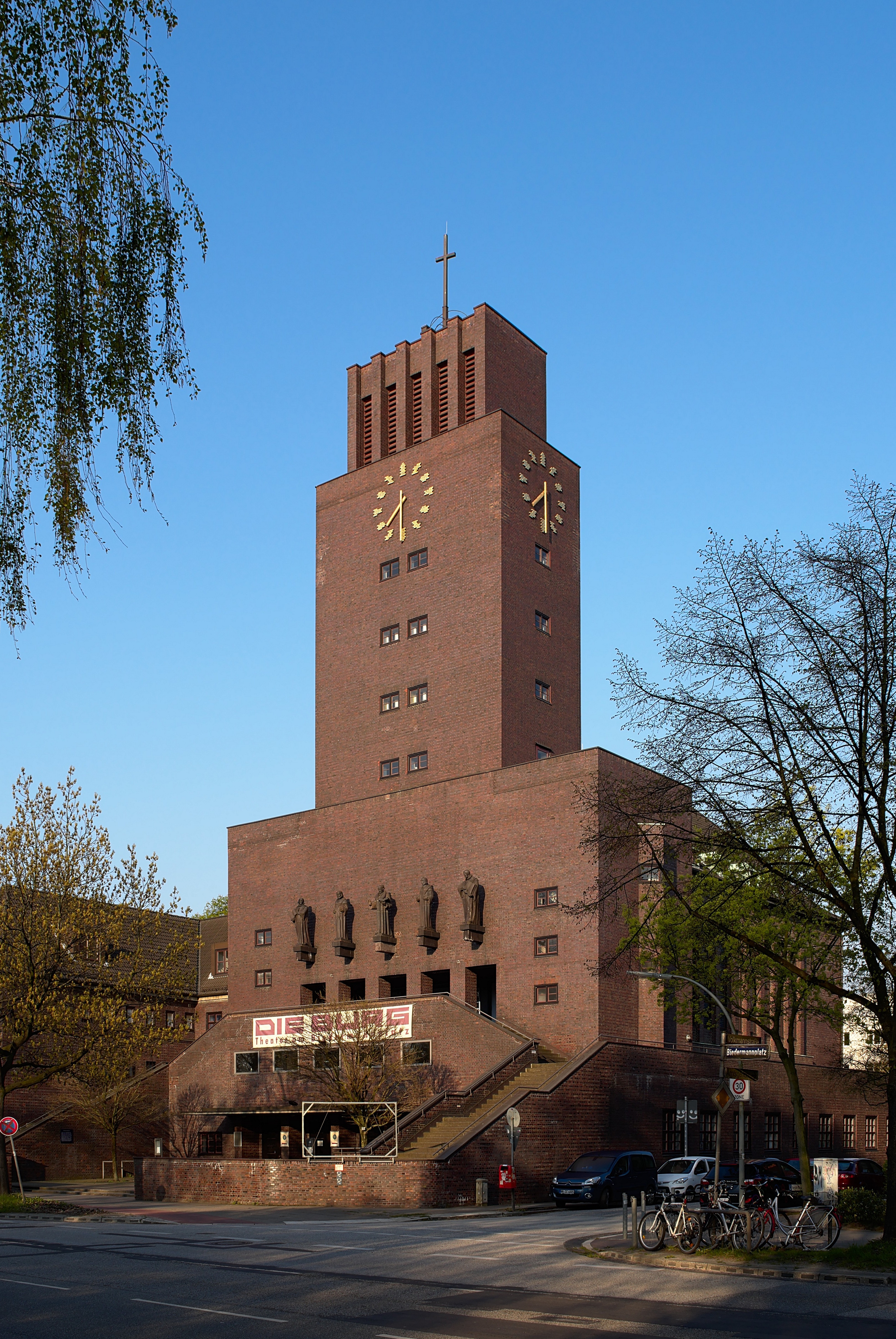
Bugenhagenkirche

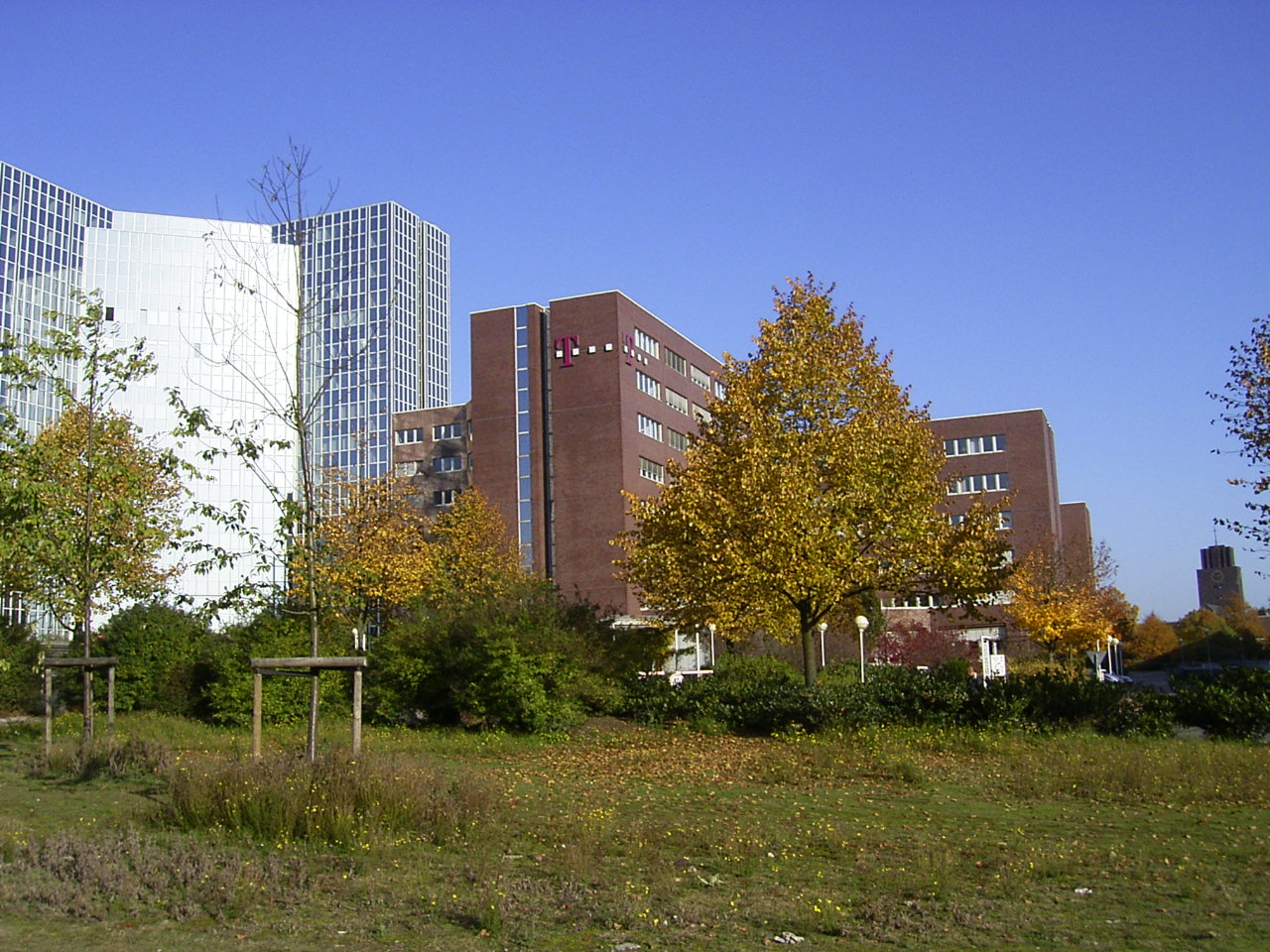
Alster-City

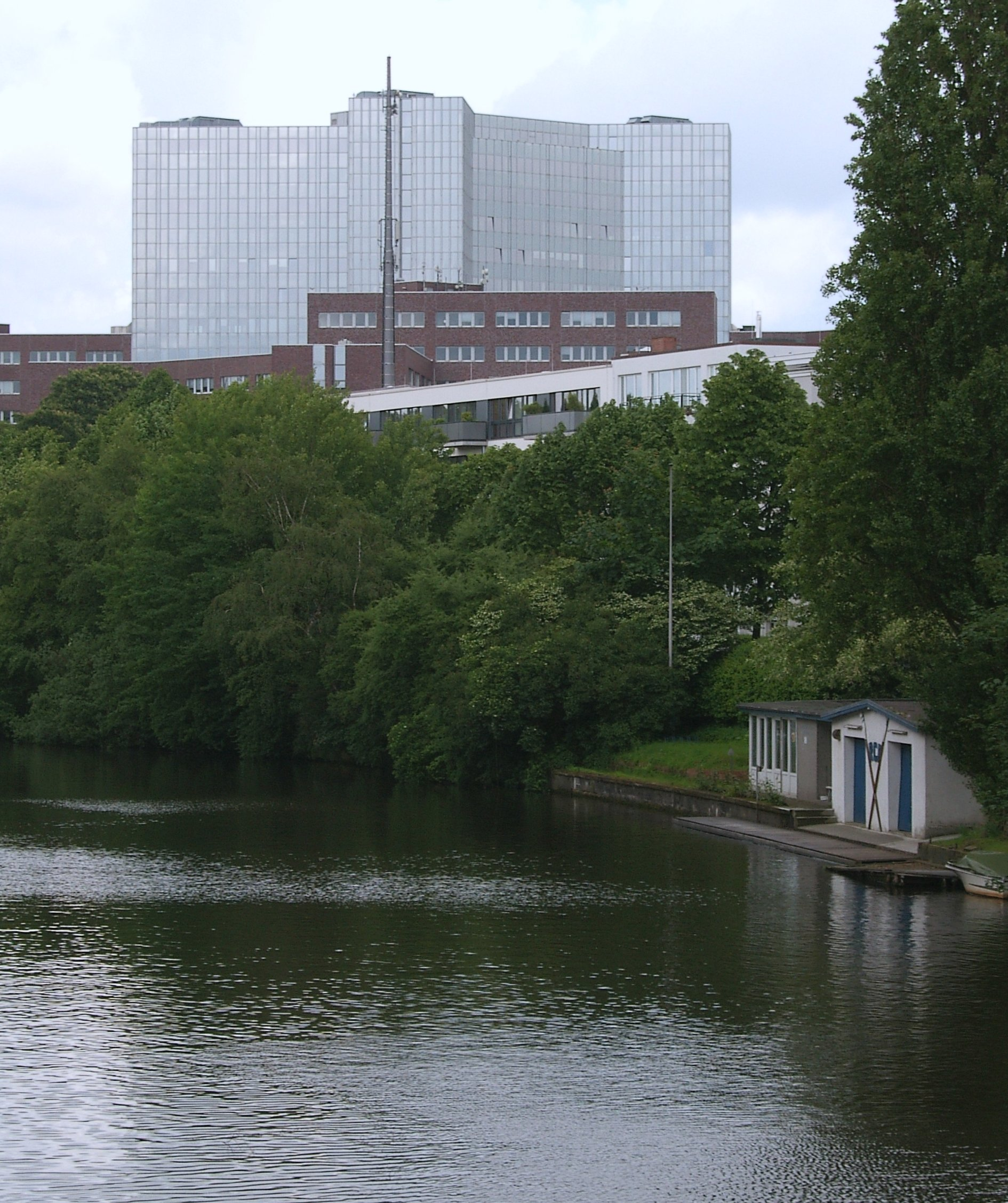
Het Osterbekkanaal bij Alster-City

- Bugenhagenkirche uit 1927, nu cultureel centrum.
- Alster-City : kantorenwijk gebouwd in de jaren 1990 op de plaats van het gasbedrijf.
- Volksschule in de Von-Essen-Straße, nu Hansa-Kolleg
- Badeanstalt in de Bartholomäusstraße: badhuis met bibliotheek uit de jaren 1890

## Verkeer
De metro van Hamburg, lijn U3 heeft de stations Dehnhaide, Mundsburg en Hamburger Straße op het grondgebied van Barmbek-Süd.
Belangrijkste autoverkeersweg is de noord-zuid lopende Hamburger Straße, tot 2005 deel van de B434. Voor bovenregionaal verkeer is vooral de B5 aan de westzijde van belang.

## Geboren
- Hans-Jürgen Massaquoi, (1926-2013), journalist en schrijver
- Andreas Brehme, (1960-  ), voetbalspeler en -trainer